# Non-inscrit

Lors de la XVIIe législature de la Cinquième République française, les députés non-inscrits sont 9 (en gris clair).

Un élu non-inscrit est un membre d'une assemblée n'appartenant à aucun groupe (parlementaire, politique).
Il s'agit généralement soit d'une personnalité sans étiquette, soit d'un membre d'un parti politique qui ne dispose pas de suffisamment de sièges pour créer un groupe.